# 梅爾森比窖藏
梅爾森比窖藏（英語：Melsonby Hoard）是2021年在英格蘭北約克郡梅爾森比附近田野發現的大型鐵器時代文物群，包含數百件金屬器物。 業餘探寶者彼得·海茲於2021年12月通報此發現後，杜倫大學考古團隊於2022年展開正式發掘。 此次發掘獲得大英博物館技術指導與英格蘭歷史遺產資金支持。2025年3月25日，部分文物於約克郡博物館特展中首度公開亮相，並首次發布相關發現消息。

## 窖藏概況
學界認為這批窖藏不僅具有國際級重要性，更是英國迄今發現規模數一數二的鐵器時代金屬器群。 其埋藏年代正值羅馬征服不列顛初期（約西元1世紀），出土位置鄰近布裡甘特人女王卡提曼杜婭的王都——斯坦威克山堡遺址。
截至2025年3月，已清理出900餘件文物，包括：
- 兩件精工青銅釜殘件（其一可能為地中海式調酒器）
- 三柄儀式用矛
- 鐵質梳妝鏡
- 多組馬具（含28個車輪鐵箍）
- 各類人身裝飾品

特別值得注意的是，這些四輪馬車與雙輪戰車的實物證據，以及採用地中海珊瑚、琺瑯等異國材質的工藝品，顯示當時不列顛精英階層與歐陸的密切往來。 多數器物埋藏前經刻意毀損，可能與某種身份展示儀式有關。目前仍有大量鏽結成塊的文物待修復處理。

### 文物徵集與展示

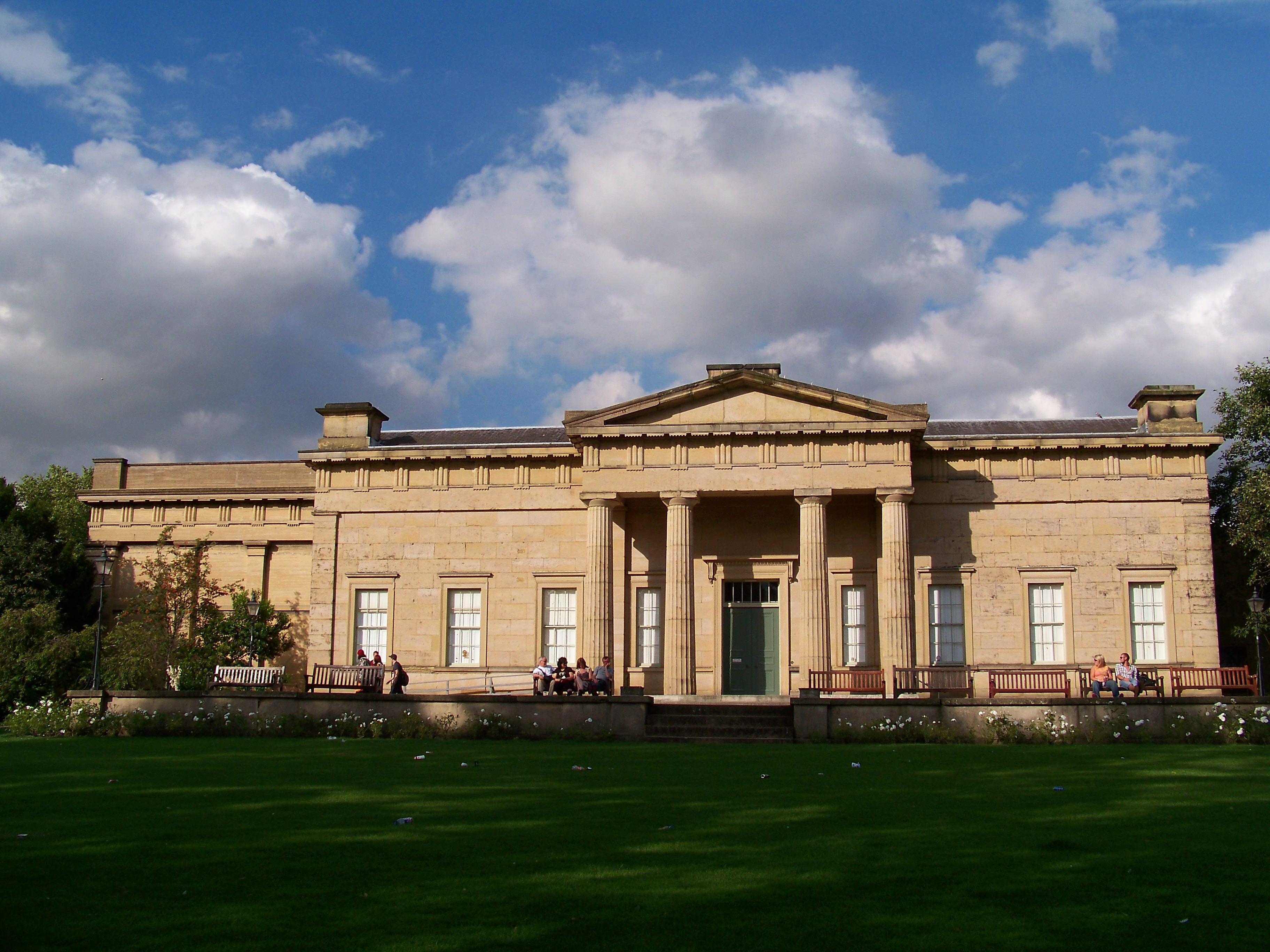
部分窖藏文物藏於約克郡博物館

約克郡博物館已啟動專項募款（目標50萬英鎊），計劃購藏這批國寶並進行永久展示。

## 相關發現
- 斯坦威克窖藏－1845年同地區出土的鐵器時代文物群

## 延伸閱讀
- 國寶搶救募資專頁 （页面存档备份，存于）
- 窖藏文物紀錄片 （页面存档备份，存于）
- 英格蘭歷史遺產公告 （页面存档备份，存于）
- 杜倫大學研究報告 （页面存档备份，存于）
- 田野檔案 （页面存档备份，存于）－出土現場影像紀實